# Недзелян, Анджей
А́нджей Зби́гнев Недзе́лян (пол. Andrzej Zbigniew Niedzielan; 27 февраля 1979, Жары, Польша) — польский футболист, нападающий. Выступал в сборной Польши.

## Биография

### Клубная карьера
Начал карьеру в клубе «Промень» из родного города Жары. В 1998 году перешёл в любинское «Заглембе». В Экстраклассе дебютировал 23 сентября 1998 года в матче против хожувского «Руха» (0:2), Недзелян вышел на 76 минуте вместо Збигнева Гжибовского. В своём следующем матче против ольштынского «Стомила» (3:1), Анджей вышел на 74 минуте вместо Мариуша Левандовского, на 79 и 89 минуте Недзелан забил по голу в ворота Ярослава Бако. После Анджей Недзелян выступал за малоизвестные клубы «Одра» (Ополе) и «Кхробри» из города Глогув.
Зимой 2002 года перешёл в «Гурник» из Забже. В первой половине сезона 2002/03 Недзелян отметился феноменальной результативностью, в 14 матчах он забил 15 голов. После этого его вызвали в сборную Польши на матч против Дании тренер Збигнев Бонек. В 2002 году получил премию открытия года, по версии польского еженедельника Футбол. Зимой 2003 года перешёл в «Дискоболию» из Гродзиска-Велькопольски. По итогам сезона 2002/03 «Дискоболия» заняла 2 место в чемпионате Польши уступив краковской «Висле». Недзелян стал 3 бомбардиром забив 21 гол вместе с Марцином Кузьбой, а лучшим бомбардиром стал серб Станко Свитлица который забил 24 гола. В еврокубках Анджей дебютировал 24 сентября 2003 года в матче против немецкой «Герты» (0:0). «Дискоболия» успешно прошла «Герту», а после английский «Манчестер Сити», но в последнем раунде проиграла французскому «Бордо». Недзелян в еврокубках провёл 4 матча. Всего за «Дискоболию» провёл 26 матчей и забил 10 голов в чемпионате Польши.
В декабре 2003 года перешёл в нидерландский НЕК, подписав двухлетний контракт, его зарплата в НЕКе была 700 тысяч евро в год. Клуб за него заплатил 1 млн евро. Также Недзеляном интересовались московский ЦСКА и киевское «Динамо». В сезоне 2005/06 Недзелян стал лучшим бомбардиром клуба забив 10 мячей.
Летом 2007 года перешёл в краковскую «Вислу», на правах свободного агента, подписав трёхлетний контракт. В команде провёл 24 матча и забил 1 гол («Короне») в чемпионате Польше. Вместе с командой дважды выиграл чемпионат Польши в сезонах 2007/08 и 2008/09.
В июле 2009 года перешёл в «Рух» из Хожува. В команде дебютировал 1 августа 2009 года в выездном матче против краковской «Вислы» (2:0), Анджей начал матч в основе но на 69 минуте был заменён на Мартина Фабуша.

### Карьера в сборной
В национальной сборной Польши дебютировал 20 октября 2002 года в выездном матче против Дании (2:0), Недзелян вышел на 61 минуте вместо Эммануэля Олисадебе. В 2003 году провёл удачную серию игр, в 7 матчах он забил 4 гола (Македонии, Сербии и дублем отметился в матче с Венгрией). Всего за сборную Польши провёл 17 матчей и забил 5 голов.

## Достижения
- Чемпион Польши (2): 2007/08, 2008/09